# 埃尔斯普兰斯德西奥
埃尔斯普兰斯德西奥，是西班牙加泰罗尼亚莱里达省的一个市镇。 总面积56平方公里，总人口547人（2001年），人口密度10人/平方公里。